# Zima niezadowolenia

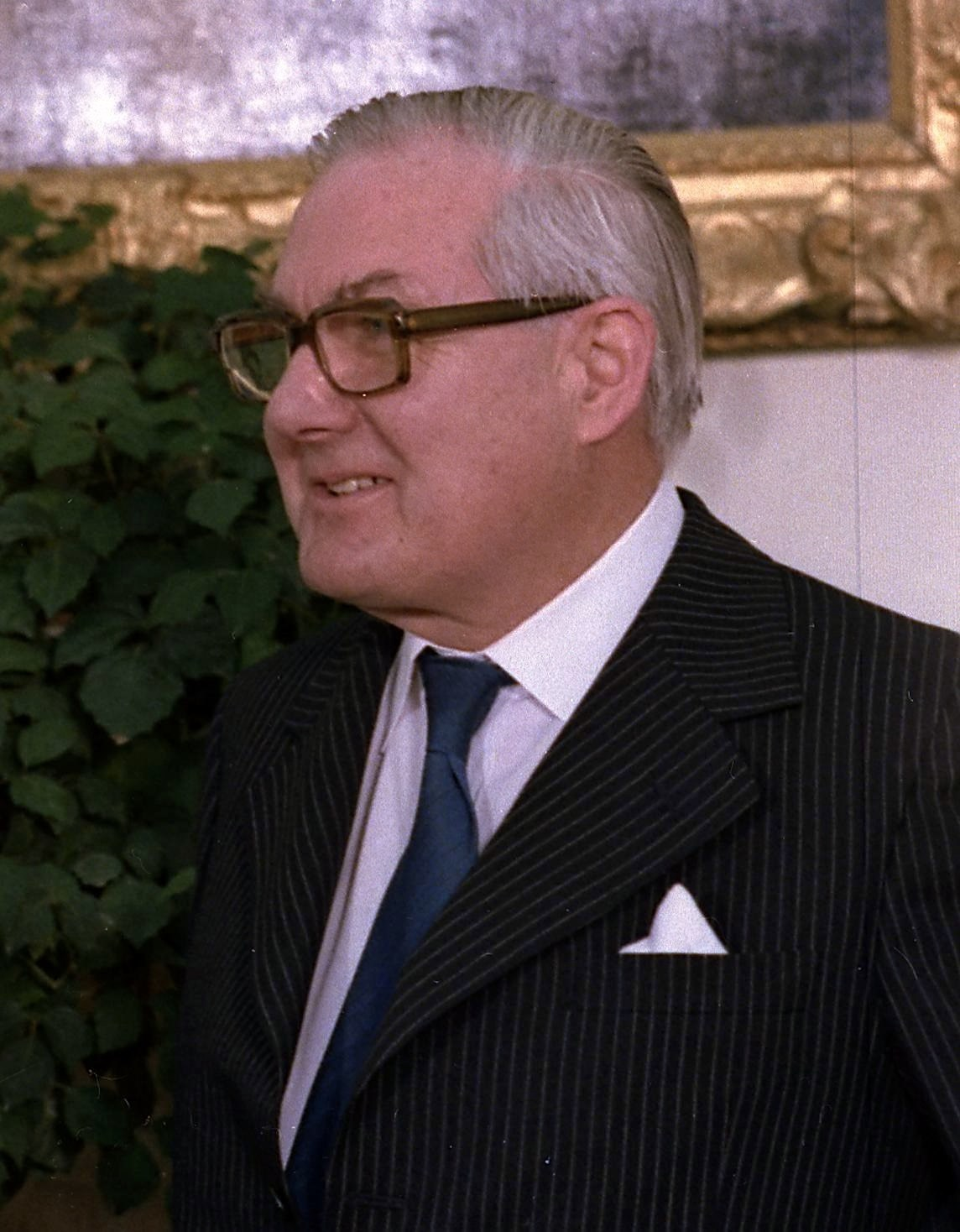
James Callaghan, premier Wielkiej Brytanii w latach 1976–1979

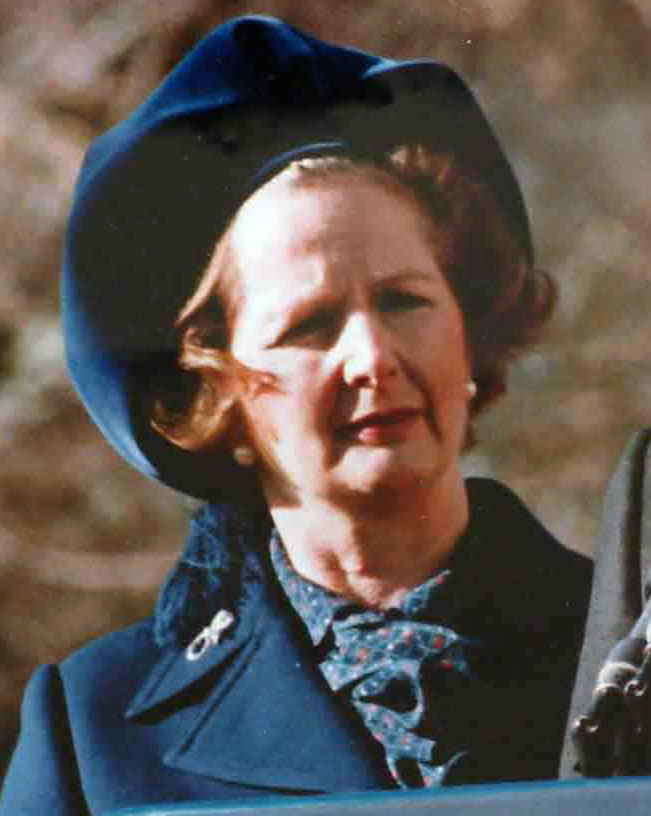
Margaret Thatcher w 1979

Zima niezadowolenia (ang. Winter of Discontent) – potoczne określenie kryzysu społecznego i politycznego podczas zimy roku 1978/1979 w Wielkiej Brytanii (najzimniejszej od tej z lat 1962/1963), podczas której trwał powszechny strajk związków zawodowych sektora publicznego, domagających się podwyżek wynagrodzeń i kontroli inflacji.
Bardzo dotkliwe dla społeczeństwa strajki (ponad 29 milionów dni pracy zostało wtedy nieprzepracowanych) były wynikiem działań rządu Partii Pracy, zmierzających do kontrolowania inflacji poprzez wymuszone odejście od umowy socjalnej ze związkami zawodowymi liczącymi w 1979 łącznie 13 milionów członków. Narzucono wówczas przepisy dotyczące sektora publicznego, który wypłacał podwyżki w wysokości poniżej 5%, co miało prowadzić do chociaż częściowej kontroli inflacji i stanowić przykład dla sektora prywatnego. Niektóre związki zawodowe prowadziły negocjacje z pracodawcami w obustronnie ustalonych granicach powyżej tego limitu. Strajki zimowe przyczyniły się do zwycięstwa konserwatystów Margaret Thatcher w wyborach powszechnych w 1979, a także wytworzenia ustawodawstwa ograniczającego działalność związków zawodowych na Wyspach Brytyjskich.
Pojęcie „zima niezadowolenia” pochodzi z dramatu Ryszard III autorstwa Williama Szekspira: „Teraz jest zima naszego niezadowolenia / Chwile stały się wspaniałe przez to słońce z York...” (Now is the winter of our discontent. Made glorious summer by this sun of York). Po raz pierwszy zastosował je Robin Chater w raporcie o dochodach państwa. Został następnie zacytowany w przemówieniu Jamesa Callaghana i wypromowany w gazetach, w tym w The Sun.